# Contrarregra
Contrarregra (pré-AO 1990: contra-regra) é o profissional de teatro que tem a função de marcar a entrada e saída dos atores em cena, acompanhar o espetáculo responsabilizando-se pela mudança dos cenários e figurinos, colocar e tirar os móveis nos seus devidos lugares em cena e indicar o início do espetáculo. A função do contrarregra consiste em realizar tarefas de apoio à produção, providenciando a obtenção e guarda de todos os objetos móveis necessários. Os contrarregras atuam em dois setores: montagem e cena. O contrarregra de montagem trabalha junto com a cenografia e arte na montagem dos cenários, enquanto que o contrarregra de cena acompanha as gravações, servindo o produtor de arte ou o diretor.
Na televisão, não existe a função de contrarregra. O mais semelhante é assistente de realização (assistente de direcção no Brasil)  - embora com funções comuns, são na generalidade duas funções distintas. Assim podemos dizer que a função de contra-regra existe essencialmente no Teatro). 

## Distinção entre sonoplasta e contrarregra
Existe uma tênue distinção entre sonoplasta e contrarregra. O primeiro trata da sonorização do espetáculo. Ele tem a incumbência de pesquisar e criar toda a parte sonora, inclusive os ruídos, contribuindo para momentos psicológicos ou não através da música. Ele pode, ainda, acompanhar o espetáculo realizando a sonoplastia ou deixá-la a cargo de um técnico de som.

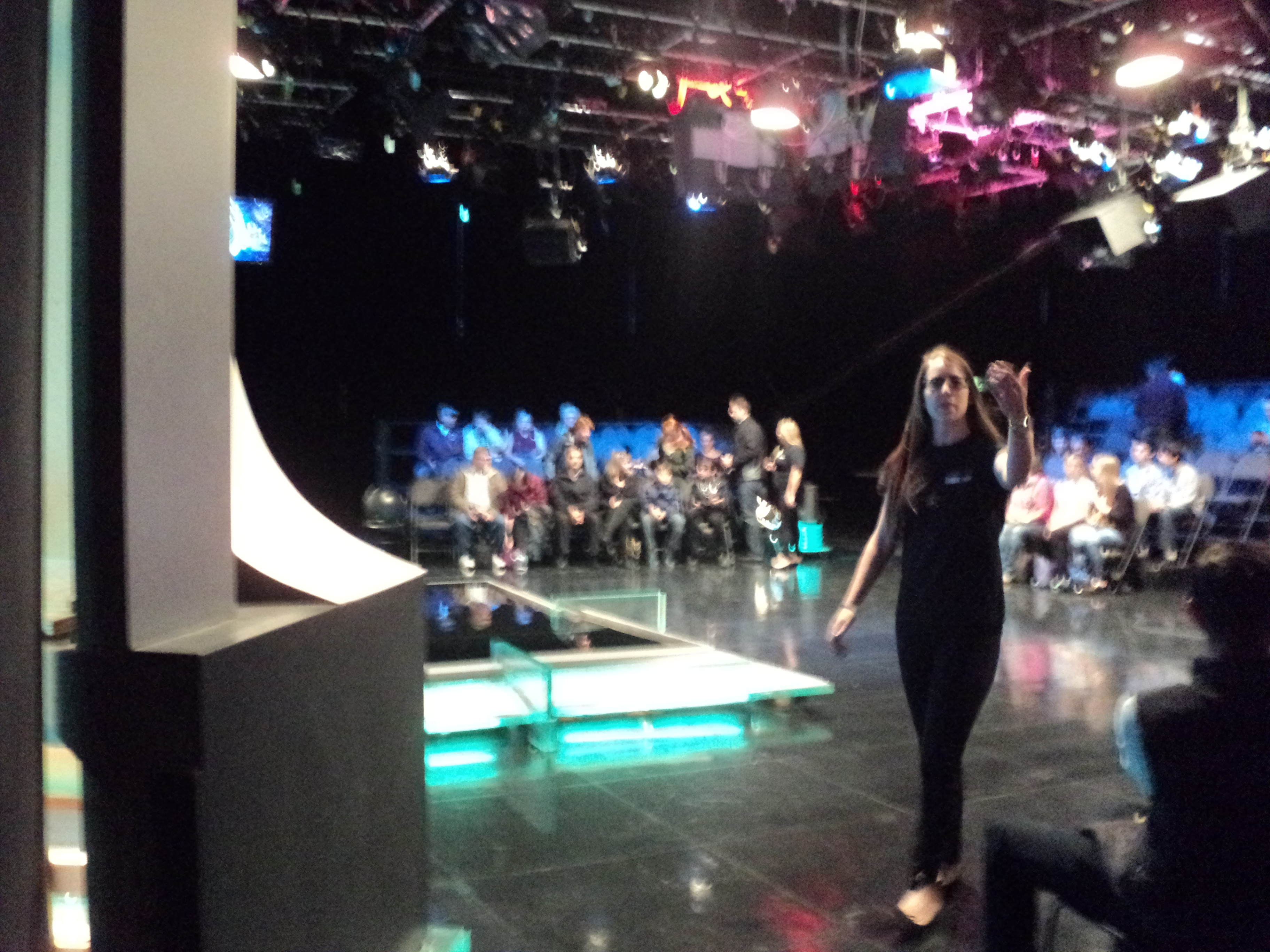
Contrarregra dando as boas-vindas à audiência de um programa de televisão